# Fraxinus albicans
Fraxinus albicans — вид квіткових рослин з родини маслинових (Oleaceae).

## Опис

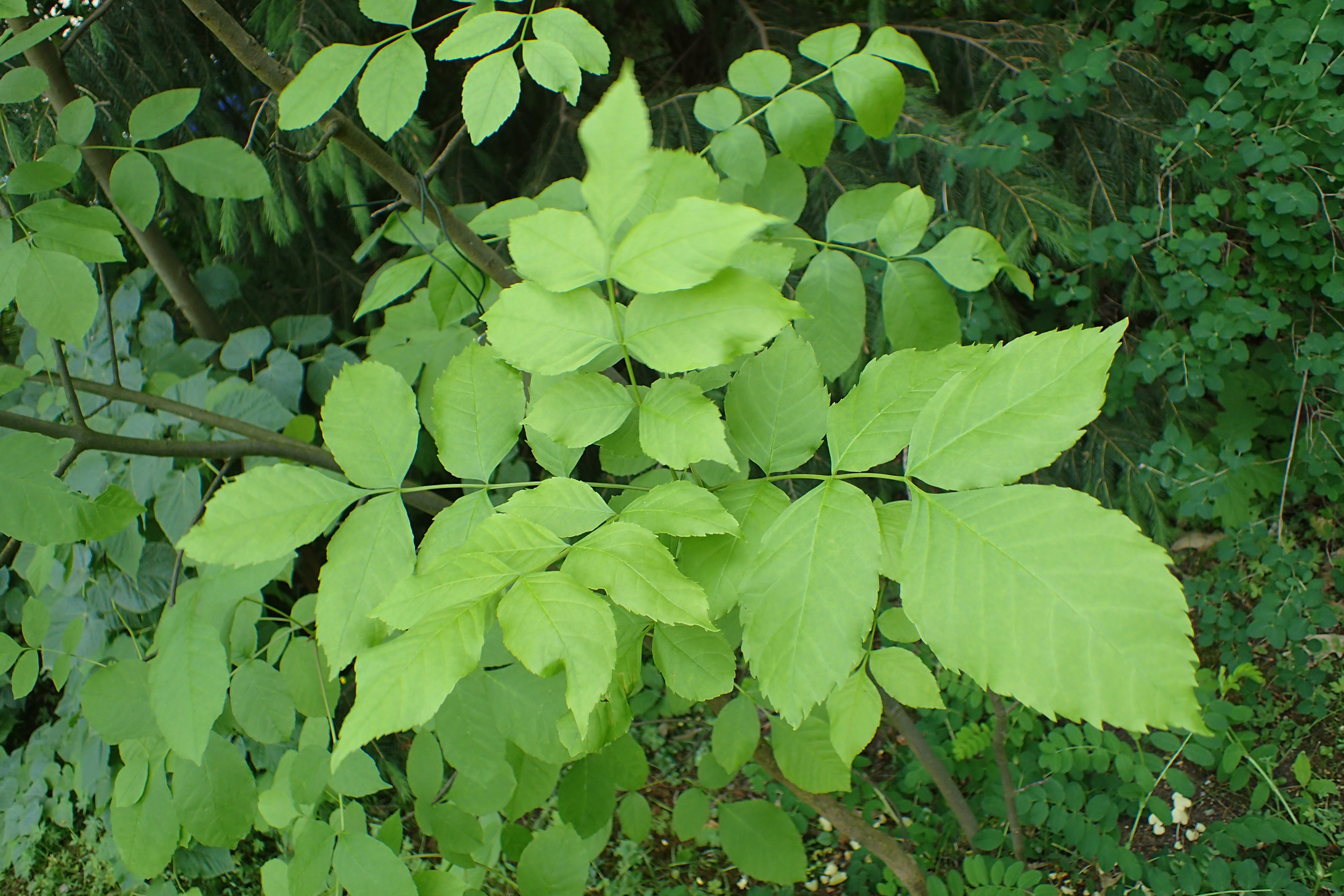
листя

Це невелике листопадне дерево заввишки до 10 м, діаметр стовбура до 30 см. Листки 13–20 см завдовжки, перисто-складні, зазвичай з п'ятьма округлими листочками 3–7.5 см завдовжки і 2–5 см завширшки. Квітки пурпурні, ранньою весною утворюються невеликими китицями. Вид дводомний, з чоловічими та жіночими квітками на окремих деревах. Плід — крилатка 1.5–3 см завдовжки. Довговічний і посухостійкий.

## Поширення
Зростає в Північній Америці: Мексика (Коауїла, Нуево-Леон); США (Оклахома, Техас).
Цей вид росте на вапнякових скелях каньйонів, скелястих схилах у відкритих лісах і вздовж озер. Він зазвичай росте з кедром, ялівцем, ялівцем-дубом, пост-дубом-дубом, сосною-листяною деревиною або дубом-кленом. Fraxinus albicans споживається білохвостим оленем на плато Едвардс, що обмежує регенерацію.

## Використання
Цей ясен висаджують як вуличне дерево в Техасі та Оклахомі.